# Karl Ruberl
Karl Ruberl (n. 3 octombrie 1880, Viena, Austro-Ungaria – d. 12 decembrie 1966, New York City, New York, SUA) a fost un înotător ce a reprezentat Statele Unite ale Americii, medaliat olimpic. A participat la o ediție a Jocurilor Olimpice (1900) în care a câștigat o medalie de argint și o medalie de bronz.